# Dogmatic Infidel Comedown OK
Dogmatic Infidel Comedown OK (sottotitolato Reworks and Interpretations of IAMX3) è il primo album di remix del musicista britannico IAMX, pubblicato il 19 marzo 2010 dalla 61seconds.

## Descrizione
Come indicato dal sottotitolo, il disco contiene una selezione di remix dei brani di Kingdom of Welcome Addiction realizzati da svariati artisti, tra cui Alec Empire e i Combichrist. Lo stesso Chris Corner ha spiegato che tutti gli artisti coinvolti nel progetto sono stati scelti personalmente da lui:
L'11 maggio dello stesso anno l'album è stato ripubblicato per il mercato statunitense dalla Metropolis Records.

## Tracce
1. Nature of Inviting (Black Light Odyssey) – 4:32
2. Tear Garden (Unfall Chocolatefurwine) – 6:46
3. You Can Be Happy (Combichrist) – 4:57
4. Kingdom of Welcome Addiction (Aesthetic Perfection) – 4:46
5. The Great Shipwreck of Life (Pull Out Kings) – 4:06
6. Tear Garden (Unfall Art Deco) – 5:31
7. Think of England (Miss Derringer) – 3:21
8. The Stupid, the Proud (Index) – 4:54
9. My Secret Friend (Omega Man) – 4:38
10. I Am Terrified (Alec Empire) – 5:03
11. An I for an (Unfall X-Mess) – 6:13
12. Nature of Inviting (Terence Fixmer) – 5:07
13. Running (Cook/Kirby) – 16:38 – contiene le seguenti tracce fantasma:
  - Church of England (IAMX Acoustic)
  - The Great Shipwreck of Life (Omega Man 1950 Remix)
  - My Secret Friend (Interpretation by Larry Driscoll)